# Astraea (mollusque)
Pour les articles homonymes, voir Astraea.
Genre
Astraea est un genre de mollusques gastéropode marins de la famille des Turbinidae.

## Liste des espèces
Selon le World Register of Marine Species (18 novembre 2023), il existe une espèce actuelle et plusieurs espèces fossiles (signalées par une obèle †) :
- Astraea bicarinata Suter, 1917 †
- Astraea granifer (K. Martin, 1884) †
- Astraea heliotropium (Martyn, 1784)
- Astraea holmesi Ladd, 1966 †
- Astraea hudsoniana (R. M. Johnston, 1888) †
- Astraea johnstoni (Pritchard, 1896) †
- Astraea stirps Laws, 1932 †

## Systématique
Le nom valide complet (avec auteur) de ce taxon est Astraea Röding, 1798.
Astraea a pour synonymes :
- Astralium (Imperator) Montfort, 1810
- Astrea [sic]
- Canthorbis Swainson, 1840
- Imperator Montfort, 1810

## Publication originale
- (la) P. F. Röding, Museum Boltenianum sive Catalogus cimeliorum e tribus regnis naturæ quæ olim collegerat Joa. Fried Bolten, M. D. p. d. per XL. annos proto physicus Hamburgensis. Pars secunda continens Conchylia sive Testacea univalvia, bivalvia & multivalvia. Trapp, Hamburg, 1798, viii + 199 pp. (lire en ligne )